# Georges Dudognon
 (juin 2009).
Si vous disposez d'ouvrages ou d'articles de référence ou si vous connaissez des sites web de qualité traitant du thème abordé ici, merci de compléter l'article en donnant les références utiles à sa vérifiabilité et en les liant à la section « Notes et références ».
 (août 2013).
- Si vous ne connaissez pas le sujet, laissez ce bandeau (vous pouvez alors contacter les auteurs).
- Si vous supprimez le contenu mis en cause (vous pouvez préalablement contacter les auteurs),

argumentez précisément cette suppression dans la page de discussion
(un manque de référence n'est pas un argument ; une recherche réelle de référence doit avoir été effectuée, être formellement documentée).
Georges Dudognon, né le 12 septembre 1922 à La Rochelle et mort le 16 mars 2001 à Paris, est un photographe français, membre du courant de la photographie humaniste.
Infatigable ethnologue de la dernière moitié du XXe siècle, Georges Dudognon a écrit sur papier photographique les pages d’une période cruciale en tous points, celle du Saint-Germain-des-Prés de l’après-guerre.

## Biographie
Georges Dudognon a 22 ans à la Libération. Le parcours de cet ouvrier des chantiers navals de La Rochelle a été, comme celui de beaucoup d’autres de sa génération, marqué par la guerre. Résistant de la première heure, il est arrêté puis s’évade d’un camp de concentration. Il continue son combat de résistant dans la clandestinité, sous une fausse identité, comme imprimeur de l’ombre à Lyon, où il rencontre ceux qui vont diriger les plus grands magazines et journaux français de l’après-guerre. 
À la Libération, il décide de devenir journaliste. Photographe autodidacte, renifleur d’émotions, Georges Dudognon se lance dans le métier avec la ferme intention de faire oublier ces années de censure et de propagande qu’il a vécues dans une cave. Paradoxe, c’est dans celles de Saint-Germain-des-Prés qu’il trouvera son bonheur. 
Envoyé, un jour de 1945, en reportage à la rencontre d’hypothétiques starlettes de cabarets, il y découvre un monde trépidant, unique et enfin libre, peuplé de ceux que la presse bien pensante surnommait les rats des caves, critiqués parce qu’ils faisaient soi-disant trop l’amour. Il y restera dix ans, travaillant jour et nuit pour témoigner de la vitalité créative de ce petit monde rebelle, se serrant toutes les nuits au Bar Vert, au Tabou, à La Rose rouge, au club Le Vieux Colombier, au Club Saint-Germain ou au Méphisto. 
Baptisé Le Quartier, pour se différencier de son voisin intellectuel, le Quartier latin, ce carré magique a vécu, dès la Libération en 1945, une incroyable période où artistes, écrivains, acteurs, philosophes ou inconnus ont tous fait la fête en même temps : explosion créative, libération des mœurs, révolution musicale avec le jazz, creuset littéraire. Nombre des futures vedettes et célébrités françaises en sont issues.  
Les plus assidus du quartier furent Juliette Gréco, Daniel Gélin, Boris Vian, Philippe Clay, Pierre Brasseur, la liste est longue. 
Cette ville dans la ville, qui comme New York ne dormait jamais, a connu un rapide succès international. De nombreuses stars américaines et anglaises, Charlie Chaplin, Richard Widmark, le duo Bogart-Bacall, Orson Welles, Marlène Dietrich, Greta Garbo, entre autres, faisaient de fréquentes incursions dans les fameuses caves transformées en cabarets où le Be-bop, le jazz et la chanson française d’avant-garde enflammaient une jeunesse qui avait retenu son frein pendant cinq ans.
Très vite, un événement primordial change la face de Saint-Germain : l’arrivée des jazzmen américains, fuyant le racisme de leur pays, qui trouvent là une scène explosive pour partager et faire connaître leur musique. Sidney Bechet, Duke Ellington, Coleman Hawkins, Miles Davis font des jam sessions avec les nouveaux adeptes français du jazz : Claude Luter, Moustache, Boris Vian, etc., ce qui fera plus tard de Paris l’une des capitales primordiales de cette musique.
Le quartier devient vite une institution. Des chanteurs français s’y produisent et renouvellent le répertoire d’avant-guerre. Le monde des acteurs, débutants ou confirmés, jouent avec des moyens réduits, soutenus par des mises en scène audacieuses, à la Fontaine des Quatre-Saisons ou La Rose rouge, cabarets fréquentés par Yves Montand, Les Pinsons de Raymond Devos, les Frères Jacques, Francis Blanche et Pierre Dac, Jean Richard, Roger Pierre et Jean-Marc Thibault, Gérard Philipe, Charlie Chaplin, etc. 
Saint-Germain-des-Prés connaît rapidement le succès et pour Georges Dudognon, l’œil constamment rivé sur son Rolleiflex, la moisson est fructueuse. En surface, de l’après-midi jusque tard, il fige un autre événement majeur localisé sur une centaine de mètres, entre les cafés Les Deux Magots et Le Flore, celui des intellectuels qui reconstruisent sur les ruines. Jean-Paul Sartre élabore la philosophie existentialiste, Simone de Beauvoir écrit Le Deuxième Sexe, qui va devenir le creuset des futurs mouvements féministes, et un certain Vernon Sullivan, alias Boris Vian, crache sur les tombes de ceux qui ont mis le monde à l’envers. Jacques Prévert y puise l’essence de ses paroles, tandis que la Série noire fait son apparition dans les librairies.
En dix ans, Georges Dudognon a exploré Saint-Germain-des-Prés comme un infatigable ethnologue rapporteur d’une époque en mutation radicale. Au-delà du témoignage photographique, il a construit de solides amitiés marquées par un éternel respect pour ceux qui ont été l’âme du Quartier, sans faire de concessions à la mode ou à l’argent, car quelques-uns de ces rats sont devenus plus tard des loups ou des requins.
Peu avant son décès en 2001, Georges Dudognon a confié à son beau-fils, Thierry de Beaumont, auteur, journaliste et enseignant, la gestion et la numérisation de son fonds.
Georges Dudognon intègre le sérail des photographes humanistes en 2006, à l’occasion de l’exposition « La Photographie humaniste, autour d’Izis, Boubat, Brassaï, Doisneau, Ronis… » à la Bibliothèque nationale de France. 
En 2010, une photographie de Georges Dudognon représentant Greta Garbo, acquise par le SFMOMA, est choisie comme emblème de l’exposition internationale « Exposed, Voyeurism, Surveillance and the Camera » par la Tate Modern de Londres. Il participe depuis à de nombreuses expositions thématiques (« Prévert, Paris la belle » en 2008 à la Mairie de Paris, Django Reinhardt, au musée de la musique, 2012 / 2013, à la Cité de la musique). 
En 2013, Georges Dudognon fait partie de l'exposition itinérante « Paparazzi », au Centre Pompidou Metz. 
La même année, l'ouvrage De Saint-Germain-des-Prés à Saint-Tropez, aux éditions Flammarion lui est consacré. Commentaires de Juliette Gréco, texte de Thierry de Beaumont.
En juillet 2014, la photographie de Greta Garbo au Club Saint-Germain (ca 1952) est choisie par Christian Lacroix, commissaire de l'exposition « L'Arlésienne » aux Rencontres photographiques d'Arles.
Georges Dudognon est choisi pour l’illustration de nombreux livres et documentaires historiques et autobiographiques internationaux concernant la période de Saint-Germain-des-Prés et, plus largement, sur toute la période dite des Trente glorieuses dont il a su révéler les aspects « humanistes », notamment en photographiant les hommes politiques majeurs, l'abbé Pierre, les gitans de la porte de Saint-Ouen, les bidonvilles de la ceinture parisienne ou bien encore les clochards de « La Mouff ». Il est représenté pour la presse et l'édition par l'agence ADOC-PHOTOS à Paris.